# Phoque de Ross
Ommatophoca rossii
Genre
Espèce
Répartition géographique
Statut de conservation UICN

 LC  : Préoccupation mineure
Le phoque de Ross nommé "jeune phoque" ou un "Ronan" (Ommatophoca rossii) est un mammifère carnivore, de la famille des phocidés.

Ommatophoca rossii est la seule espèce du genre Ommatophoca.

## Description
Le mâle est légèrement plus petit que la femelle, il mesure de 1,68 à 2,08 m de long pour un poids allant de 129 à 216 kg. La femelle mesure de 1,90 à 2,50 m de long pour un poids de 159 à 204 kg. Cette espèce à des poils et des vibrisses plus courts que toutes les autres espèces de phoques.

## Populations
Il est difficile d'évaluer la population totale du phoque de Ross. Il semblerait exister une zone d'abondance et une autre où ce phoque se trouve dispersé. En 1973 les chiffres étaient de 100 000 à 150 000, mais malheureusement nous avons peu d'informations sur le phoque de Ross.

## Habitat et répartition
Le phoque de Ross vit sur les packs épais qui recouvrent la mer entre 75 et 100 %.
Sa répartition géographique est le cercle antarctique. Il peut se concentrer dans certaines régions.

## Alimentation
Le phoque de Ross mange facilement les calamars car sa dentition est adaptée. Entre 57 % et 64 % de son alimentation est faite de céphalopodes, 22 % à 34 % est faite de poissons et le reste de krill car on en a retrouvé dans son estomac.

## Reproduction
Les informations concernant la reproduction du phoque de Ross sont faibles. On pense que le mâle atteint sa maturité sexuelle vers 3 à 4 ans et la femelle entre 2 et 7 ans. Au début du mois de février les phoques de Ross s'accouplent. On estime que la gestation active est de 8 à 8,5 mois et la gestation totale est de 11 mois. Les naissances se font vers novembre décembre et la durée de lactation de 4 à 6 semaines.

## Communication/Émissions sonores
Le Phoque de Ross émet quand il est sous l'eau une sorte de bourdonnement, des gémissements et de beaux sons musicaux. Son larynx est très bien développé ce qui lui permet de faire une ribambelle de sons différents: gazouillements, roucoulements, gloussements etc. Mais avant il lui faut gonfler sa gorge.